# Farmington (Missouri)
Farmington é uma cidade localizada no estado americano de Missouri, no Condado de St. François.

## Demografia
Segundo o censo americano de 2000, a sua população era de 13.924 habitantes.
Em 2006, foi estimada uma população de 15.498, um aumento de 1574 (11.3%).

## Geografia
De acordo com o United States Census Bureau tem uma área de
23,3 km², dos quais 23,2 km² cobertos por terra e 0,1 km² cobertos por água. Farmington localiza-se a aproximadamente 287 m acima do nível do mar.

## Localidades na vizinhança
O diagrama seguinte representa as localidades num raio de 20 km ao redor de Farmington.